# Los rollos perdidos
Los rollos perdidos es una película mexicana de 2012 del género de documental, dirigida por Gibrán Bazán con guion de él mismo, el cual significó su debut como realizador.
En este documental se tratan de aclarar, por un lado, el paradero de las filmaciones que realizó Servando González antes y durante los hechos del 2 de octubre de 1968 en Tlatelolco, de los cuales se dice que una parte de las mismas fue guardada durante años en una lata con otro nombre hasta que, alrededor de 1976, se depositó en las bóvedas de la sede de la Cineteca Nacional de México y, por el otro, el lamentable incendio ocurrido allí el 24 de marzo de 1982, en el que se destruyó gran parte del material fílmico importante de México y el mundo allí depositado (incluyendo, por supuesto, el rollo antes mencionado) y en circunstancias nunca aclaradas del todo hasta ahora.

## Sinopsis
El documental Los rollos perdidos se ocupa de dos historias en las que está presente la pérdida de valioso material fílmico en la Ciudad de México, comenzando con las filmaciones que el cineasta Servando González realizó junto con su equipo el 2 de octubre de 1968 en Tlatelolco, para después  ocuparse del incendio del 24 de marzo de 1982 en la Cineteca Nacional y que destruyó una parte importante del acervo fílmico de México.
En la primera parte del documental, y con base en testimonios de testigos y especialistas, se narra la manera como Servando González fue contratado por la suma de 20 mil pesos por el Gobierno Mexicano, para filmar una manifestación que tendría lugar en la Plaza de las Tres Culturas, y que sería dispersada con mano dura.
El equipo de Los rollos perdidos subió después de cuatro décadas a los pisos 17 y 19 de la ex Torre de Relaciones Exteriores, desde donde el cineasta filmó la masacre, utilizando un equipo de ocho cámaras, apoyado por camarógrafos como Ángel Bilbatúa y Alex Phillips, para tratar de recrear lo ocurrido aquel día.
Asimismo se incluyen diversas teorías sobre el destino de esas ocho horas de material filmadas que reunían 14 mil pies de película y que fueron reveladas en los Estudios Churubusco la madrugada del 3 de octubre de 1968, evidenciando la costumbre que tenía el entonces Secretario de Gobernación, Luis Echeverría, de registrar cualquier acontecimiento en cine.
La segunda parte de Los rollos perdidos se centra en el incendio del 24 de marzo de 1982 en la Cineteca Nacional, ubicada en Churubusco y Tlalpan, y en los testimonios de testigos que presenciaron el incendio y las explosiones ocurridas ese día.
Se da cuenta también de la riqueza del acervo que se guardaba en el recinto, dando voz a especialistas que formulan diversas teorías para explicar lo ocurrido y que van desde la explosión de los tanques de gas de una cafetería, sabotajes, material de nitrato, mostrando ante todo la confusión que prevalece con respecto al tema.
Asimismo se incluye la versión del investigador Jorge Ayala Blanco, quien se centra en la misteriosa e inexplicable primera explosión que ocurre desde detrás de la pantalla de la Sala Fernando de Fuentes donde, supuestamente, no existía nada almacenado.

## Entrevistados principales
- Jorge Ayala Blanco: Crítico cinematográfico e investigador, Medalla Salvador Toscano al Mérito Cinematográfico 2010
- Nicolás Echevarría: Cineasta. Director de películas como Cabeza de Vaca, de documentales como El niño Fidencio, así como de la serie Memorial de 1968.
- Alfredo Gurrola: Director, guionista y productor, cuenta en su filmografía con filmes como Llámame Mike y Borrar de la memoria.
- Oscar Menéndez: Cineasta, director, guionista, investigador y fotógrafo, entre sus trabajos se incluyen Dos de octubre, Aquí México e Historia de un documento

## Director y guionista
Gibrán Bazán es mexicano y único alumno del cineasta de culto Juan López Moctezuma. Ha realizado los cortometrajes Retrofuga en off, Canok, "El hombre perdido" y "Ruta Camus". En 2012 produjo y dirigió el documental Los rollos perdidos y ese mismo año termina su primer largometraje “Generación Spielberg” con guion de su autoría. En 2014 terminó de filmar el largometraje “El Bouquinista” que se encuentra en postproducción.